# سیارک ۱۳۰۵۵
سیارک ۱۳۰۵۵ (به انگلیسی: 13055 Kreppein، نامگذاری:1990TW12) سیزده هزار و پنجاه و پنجمین سیارک کشف شده‌است که در ۱۴ اکتبر ۱۹۹۰ کشف شد.
قدر مطلق سیارک برابر ۲۲.۴ است.